# 埃弗格林鎮區 (明尼蘇達州貝克縣)
埃弗格林鎮區（英語：Evergreen Township）是位於美國明尼蘇達州貝克縣的一個行政鎮區。

## 地方資料
埃弗格林鎮區的面積為94.20平方千米，當中陸地面積為93.80平方千米，而水域面積為0.40平方千米。根據2020年美國人口普查的數據，當地共有人口403人，而人口密度為每平方千米4.28人。